# Tipula (Pterelachisus) gredosi
Tipula (Pterelachisus) gredosi is een tweevleugelige uit de familie langpootmuggen (Tipulidae). De soort komt voor in het Palearctisch gebied.